# Why Not Model Agency
Why Not Model Agency es una agencia de modelos basada en Milán, Italia, y fundada por Tiziana Casali y Vittorio Zeviani en 1976.  

## Modelos
Algunos de los modelos representados por la agencia son:
| - Francisco Lachowski - Gianne Albertoni - Karoline Amaral - Darla Baker - Tyson Ballou - Ana Beatriz Barros - Marta Berzkalna - Saskia de Brauw - Alice Burdeu - Naomi Campbell - Jeísa Chiminazzo - Shannan Click - Elise Crombez - Taryn Davidson - Agyness Deyn - Elisabetta Dessy - Cintia Dicker - Liliana Domínguez - Diana Dondoe - Morgane Dubled - Rhea Durham - Tanya Dziahileva - Oriol Elcacho - Electroboy - Lindsay Ellingson - Barbara Fialho - Caroline Francischini - Trish Goff - Ljupka Gojić - Jessica Gomes - Mollie Gondi - Maria Gregersen - Anett Griffel - Bridget Hall - Ashley Hart - Kirsty Hume - Han Jin - Kiara Kabukuru - Liya Kebede - Jaime King - Karlie Kloss - Polina Kouklina - Tatiana Kovylina - Karolina Kurkova - Ashton Kutcher - Romina Lanaro - Robyn Lawley - Irina Lazareanu - Noemie Lenoir | - Maryna Linchuk - Audrey Lindvall - Sessilee López - Vanessa Lorenzo - Alex Lundqvist - Eugenia Mandzhieva - Audrey Marnay - Heather Marks - Stella Maxwell - Catherine McNeil - Elena Melnik - Ali Michael - Eniko Mihalik - Elizabeth Moses - Andi Muise - Aline Nakashima - Kim Noorda - Raica Oliveira - Snejana Onopka - Eva Padberg - Rie Rasmussen - Frankie Rayder - Missy Rayder - Hye Rim Park - Natasha Poly - Coco Rocha - Patricia Schmid | - Noot Seear - Jason Shaw - Evandro Soldati - Arlenis Sosa - Hana Soukupova - Beri Smither - Jessica Stam - Iekeliene Stange - Ali Stephens - Skye Stracke - Candice Swanepoel - Ryan Taylor - Charlize Theron - Ai Tominaga - Mark Vanderloo - Edita Vilkeviciute - Natalia Vodianova - Eugenia Volodina - Anne Vyalitsyna - Josh Wald - Gemma Ward - Yasmin Warsame - Anne Watanabe - Aline Weber - Jacquetta Wheeler - Raquel Zimmermann |